# Farid Chafiyev
 (septembre 2024).
Farid Chafiyev (en azéri: Fərid Rauf oğlu Şəfiyev; né le 21 juillet 1969 à Bakou) est un diplomate azerbaïdjanais, Docteur ès-sciences en histoire.

## Biographie
En 1989-1994, Farid Raouf oghlu Chafiyev étudie à la Faculté d’histoire de l’Université d'État de Bakou.
En 2002-2003, il obtient une maîtrise en administration publique de la John F. Kennedy School of Government.
Il étudie également à l'Université Carleton de 2009 à 2015 et a un doctorat en histoire.
De 2009 à 2014, F.Chafiyev est au poste de l’Ambassadeur d'Azerbaïdjan au Canada et, en même temps, de 2011 à 2014, il est représentant permanent de l'Azerbaïdjan auprès de l'Organisation de l'aviation civile internationale. De 2014 à 2019, est l’Ambassadeur d'Azerbaïdjan auprès de la République tchèque.
Depuis 2019, F.Chafiyev est président du conseil d'administration du Centre d'analyse des relations internationales en Azerbaïdjan.
Il enseigne la diplomatie, la politique étrangère à l'Académie diplomatique d'Azerbaïdjan.

## Activité scientifique
F. Chafiyev est l'auteur du livre Réinstallation des zones frontalières: politique de rélocation et conflit ethnique dans le Caucase du Sud. 

## Articles récents
- Why so many Experts are Wrong: Ideological Self-confinement
- Peace In The South Caucasus
- Azerbaijan and the Rise of Turkic Unity: The Journey of the Organization of Turkic States
- A Geopolitical Shift in Russia’s Backyard Depends on Countries Themselves, Not External Powers

## Réferences
1. ↑  (en) « Farid Shafiyev », sur trtworldforum.com (consulté le 16 septembre 2024)
2. ↑  (en) « Dr. Farid Shafiyev », sur aircenter.az (consulté le 16 septembre 2024)
3. ↑  (en) « Due to rational policies, Azerbaijan is less susceptible to negative impacts », sur azertag.az, 29 mai 2024 (consulté le 16 septembre 2024)
4. ↑  (en) « Farid Shafiyev advocates for Azerbaijan to engage in dialogue with China on economic, political fronts », sur azernews.az, 22 avril 2024 (consulté le 16 septembre 2024)